# Lanans
Lanans – miejscowość i gmina we Francji, w regionie Burgundia-Franche-Comté, w departamencie Doubs.
Według danych na rok 1990 gminę zamieszkiwały 92 osoby, a gęstość zaludnienia wynosiła 9 osób/km² (wśród 1786 gmin Franche-Comté Lanans plasuje się na 651. miejscu pod względem liczby ludności, natomiast pod względem powierzchni na miejscu 423.).